# 폴레스크

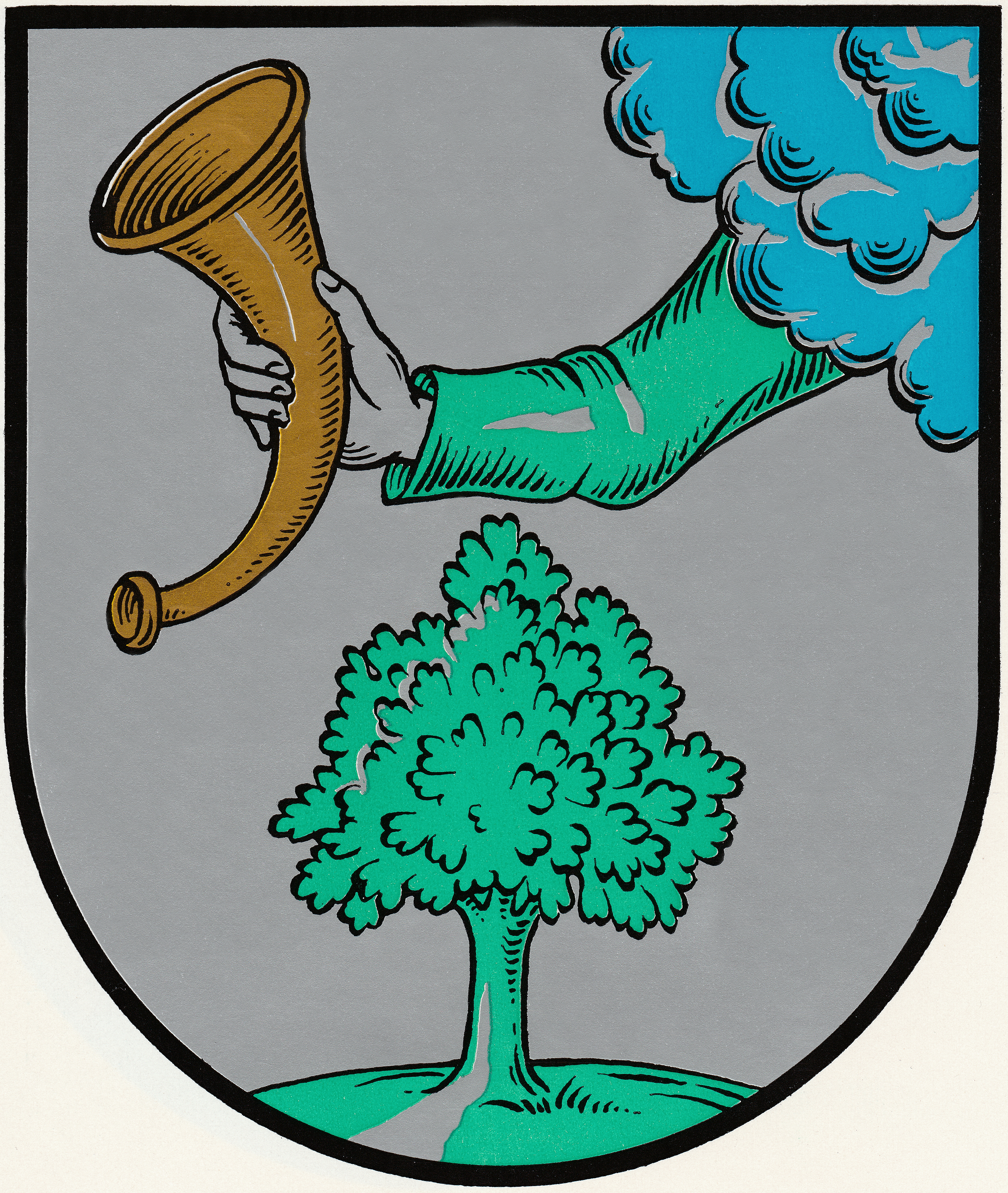
시 문장

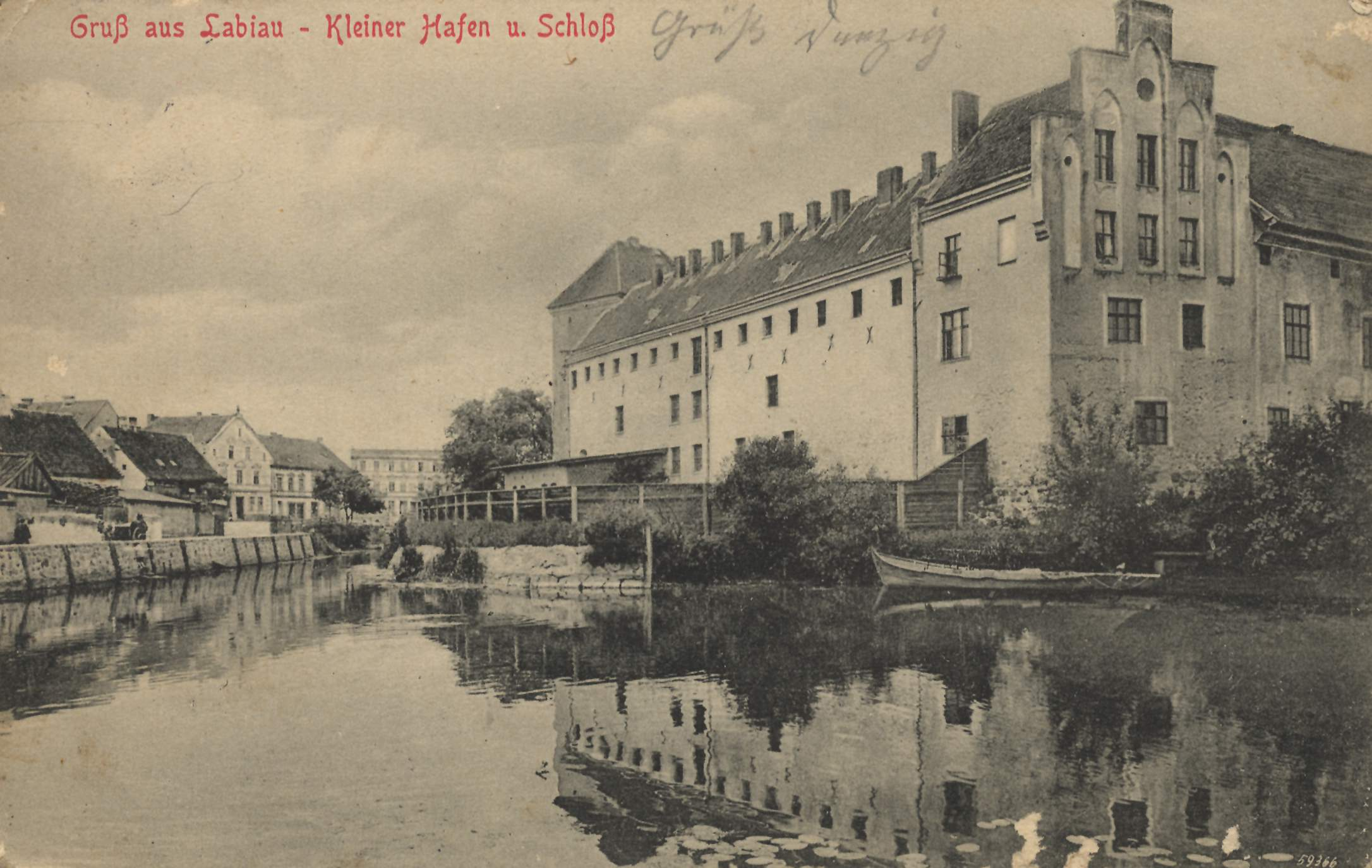
라비아우 성 (1915년)

폴레스크(러시아어: Поле́сск, 독일어: Labiau, 리투아니아어: Labguva, 폴란드어: Labiawa)는 러시아 칼리닌그라드주 중부에 위치한 도시로, 인구는 7,681명(2002년 기준)이다.
1656년 11월 20일 프로이센 공국의 영토가 되었으며 1945년까지 독일 동프로이센에 속해 있었다. 1945년 이전까지는 라비아우(Labiau)라는 이름으로 불렀지만 제2차 세계 대전 종식과 함께 소비에트 연방에 병합되면서 지금과 같은 이름으로 변경되었다.